# Karl Franz von Irwing

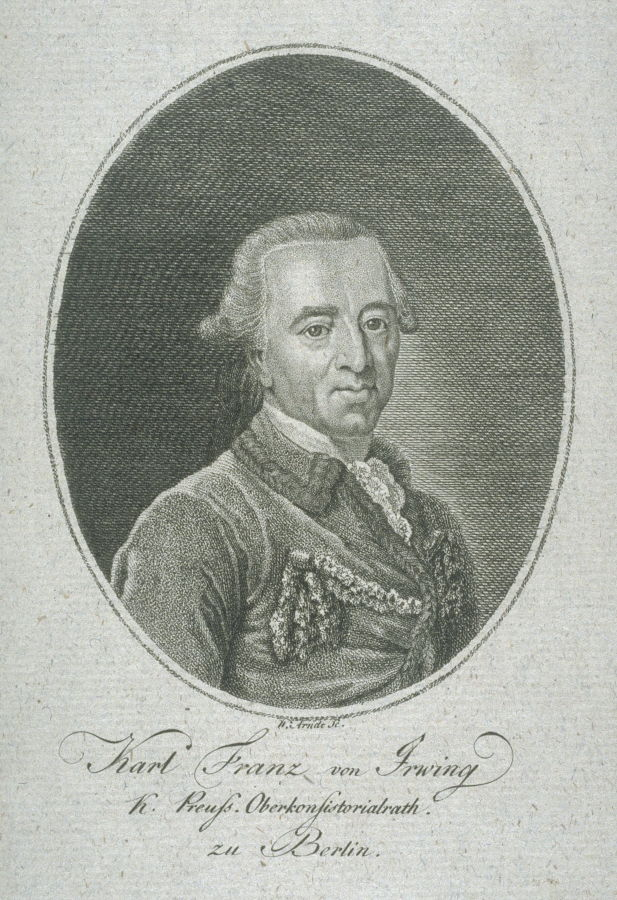
Karl Franz von Irwing (1728–1801)

Karl Franz von Irwing (* 28. November 1728 in Berlin; † 17. Dezember 1801) war ein deutscher Oberkonsistorialrat und philosophischer Schriftsteller.
Seine Eltern waren Wilhelm von Irwing und Maria von Jablonski, eine Tochter des Philosophen Daniel Ernst Jablonski.
Er war Mitglied der Berliner Mittwochsgesellschaft. Vom Schweizer Empiristen Charles Bonnet beeinflusst, führt Irwing alle Erkenntnis auf äußere und innere Erfahrung zurück; er betont wie dieser die Funktion der Aufmerksamkeit und die Aktivität der Seele, und unterscheidet wie Johann Georg Sulzer Empfindungen und Gefühle. Die Sprache schafft erst den Verstand, Begriffe sind eigentlich Worte.

## Werke
- Erfahrungen und Untersuchungen über den Menschen. 2., verm. und verb. Ausg. Berlin: im Verlage der Realschulbuchhandlung, 1777–1779. Band 1, Band 2, Band 3, Band 4
- Gedanken über die Lehrmethode in der Philosophie: an den Herrn v. B. Berlin, 1773. Digitalisat
- Versuch über den Ursprung der Erkenntniß der Wahrheit u. der Wissenschaften: ein Beytrag zur philosophischen Geschichte der Menschheit. Berlin 1781. Digitalisat
- Fragment der Naturmoral oder Betrachtungen über die natürlichen Mittel der Glückseligkeit: bey Gelegenheit der Manheimer Preisaufgabe, über die Mittel dem Kindermorde Einhalt zu thun. Berlin 1782. Digitalisat